# HMS Vengeance (1899)
O HMS Vengeance foi um couraçado pré-dreadnought operado pela Marinha Real Britânica e a sexta e última embarcação da Classe Canopus. Sua construção começou em agosto de 1898 nos estaleiros da Vickers em Barrow-in-Furness e foi lançado ao mar em julho do ano seguinte, sendo comissionado na frota britânica em abril de 1902. Era armado com uma bateria principal composta por quatro canhões de 305 milímetros montados em duas torres de artilharia duplas, tinha um deslocamento de mais de catorze mil toneladas e alcançava uma velocidade máxima de dezoito nós.
O Vengeance teve um início de carreira tranquilo e com seus maiores acontecimentos sendo algumas pequenas colisões. Passou seus primeiros anos atuando no Sudeste Asiático, porém a assinatura da Aliança Anglo-Japonesa em 1905 fez sua presença na região desnecessária e assim ele voltou para casa. Passou por reformas e em 1906 foi colocado na Frota do Canal, onde permaneceu por dois anos até ser transferido para a Frota Doméstica. Depois disso foi usado em funções secundárias, como embarcação auxiliar e navio-escola. Em 1913 foi transferido para a Segunda Frota.
A Primeira Guerra Mundial começou em 1914 e ele passou os primeiros meses do conflito patrulhando o Canal da Mancha. Foi transferido no final do ano para o Mar Mediterrâneo e no ano seguinte deu apoio para a Campanha de Galípoli, bombardeando várias fortificações otomanas em Dardanelos. Foi enviado no final de 1915 para a África Oriental Alemã, ajudando a capturar a capital Dar es Salaam. Voltou para o Reino Unido no começo de 1917 e tirado de serviço, sendo desarmado e usado como depósito até ser descomissionado em julho de 1920 e desmontado em 1922.